# Euderces wappesi
Euderces wappesi là một loài bọ cánh cứng trong họ Cerambycidae.